# Jefferson (ur. 1983)
Jefferson, właśc. Jefferson de Oliveira Galvão (ur. 2 stycznia 1983 w São Vicente) – brazylijski piłkarz, bramkarz Botafogo.
Z reprezentacją Brazylii U-20 został mistrzem świata w 2003.